# Coors Events Center
Das CU Events Center ist eine Mehrzweckhalle auf dem Campus der University of Colorado Boulder (CU Boulder) in der US-amerikanischen Stadt Boulder im Bundesstaat Colorado. Die College-Basketball-Mannschaften (Männer und Frauen, seit 1979), sowie die Volleyball-Frauen, seit 1988, der Colorado Buffaloes (NCAA-Pac-12) sind in der Arena beheimatet.

## Geschichte
Das ursprüngliche CU Events/Conference Center wurde am 8. November 1979 eröffnet und ersetzte das Balch Fieldhouse aus dem Jahr 1937, das heute noch von der Leichtathletikabteilung genutzt wird. Die in ihrer Grundform achteckige Halle bietet zu Basketball- und Volleyballspielen 11.064 Sitzplätze auf seinen Rängen. Der Besucherrekord stammt vom 22. Januar 2001, als die Colorado Buffaloes gegen Kansas antraten und 11.363 Besucher (nur Stehplätze) die Partie verfolgten. Der 7,7 Mio. US-Dollar teure Bau wurde durch Fonds, Zuschüsse vom Bundesstaat, private Spenden und Eigenkapital der Universität finanziert. Zur Einweihung trafen die Basketball-Männer der Colorado Buffaloes und die Basketballnationalmannschaft der UdSSR aufeinander.
Nach einer Spende der Adolph Coors Foundation von fünf Mio. US-Dollar wurde der Name im September 1990 in Coors Events/Conference Center geändert. Die Halle trägt den Namen der Coors-Familie. Der in Barmen geborene Adolph Coors (1847–1929) war 1873 Gründer der gleichnamigen Brauerei Coors. Das Coors Events Center ist in drei Ebenen, die Sportarena, ein großer Konferenzraum und ein Service-Bereich, unterteilt. 2008 erhielt die Halle für 200.000 US-Dollar ein neues Parkett aus Ahornholz. Das Spielfeld wirkt wie ein Schwingboden, der die Energie zurückgibt und vor Verletzungen und Ermüdung schützen soll.
Im März 2010 wurde der erste Spatenstich für das neue Trainingsgebäude an der Nordseite des Coors Events Center getätigt. Es wurde im August 2011 eingeweiht und kostete 10,8 Mio. US-Dollar. Der Bau bietet zwei übergroße Basketball- und Volleyball-Trainingsfelder, neue Umkleidekabinen für die Basketball-Frauen, zusätzliche Trainerbüros und Sitzungsräume. Der Ergänzungsbau im toskanischen Stil mit seiner verschiedenfarbigen Sandsteinfassade und dem roten Ziegeldach fügt sich in die von Architekt Charles Klauder 1918 entworfenen Campusgebäude ein. Auf dem Dach befindet sich eine Photovoltaikanlage, die 10 bis 12 Prozent des Energiebedarfs deckt. Im Mai 2012 wurde die Übungshalle vom U.S. Green Building Council für umweltfreundliches, ressourcenschonendes und nachhaltiges Bauen in die LEED-Kategorie Platinum, die höchste Stufe, zertifiziert.
2013 wurde das Dach des CEC mit einer Anlage mit 1.196 Solarmodulen und rund 290 kWh ergänzt. Im Mai 2016 entschied die CU Boulder, dass die Halle eine neue Beschallungsanlage von Bose erhält. Im Sommer des Jahres wurde sie installiert. Es war die erste Modernisierung der Anlage seit der Eröffnung.
Neben den Sportveranstaltungen ist das Center für Konzerte (u. a. Bob Dylan, U2, Stevie Wonder oder Jethro Tull), Seminare, Besprechungen, Messen und ähnlichen Anlässe ausgestattet. Am 24. April 2012 besuchte US-Präsident Barack Obama die Universität und hielt im Coors Events Center eine Rede u. a. zu den Studienkrediten. Am 23. Juni 2016 kam der 14. Dalai Lama zu zwei Veranstaltungen in die mit jeweils 9.000 Besuchern ausverkaufte Halle.
Obwohl der Sponsorenvertrag mit der Coors Foundation längst abgelaufen war, blieb der Name „Coors“ bis 2018 auf der Arena, als sie zum CU Events Center wurde.

## Galerie

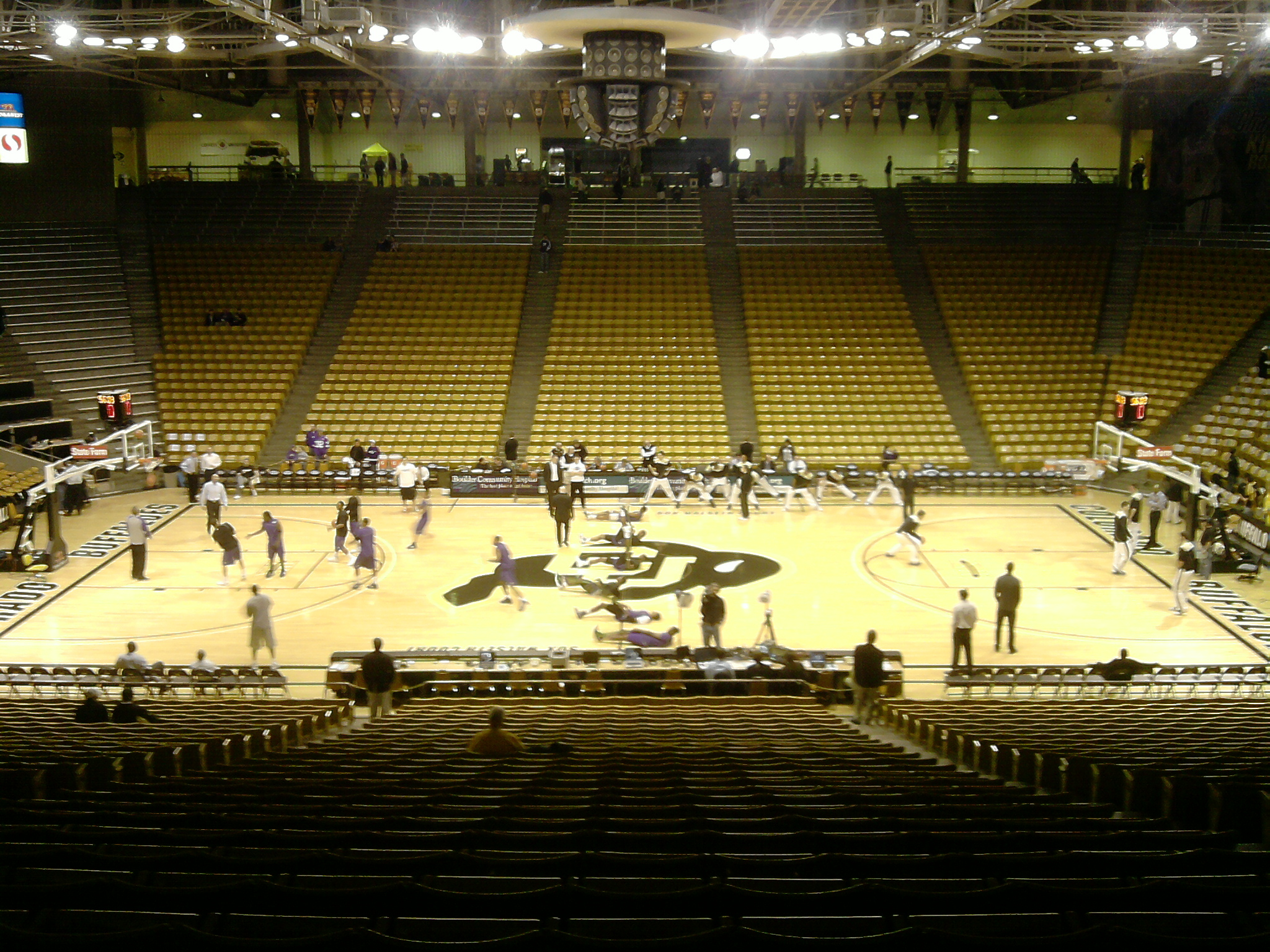
Der Innenraum des CU Events Center
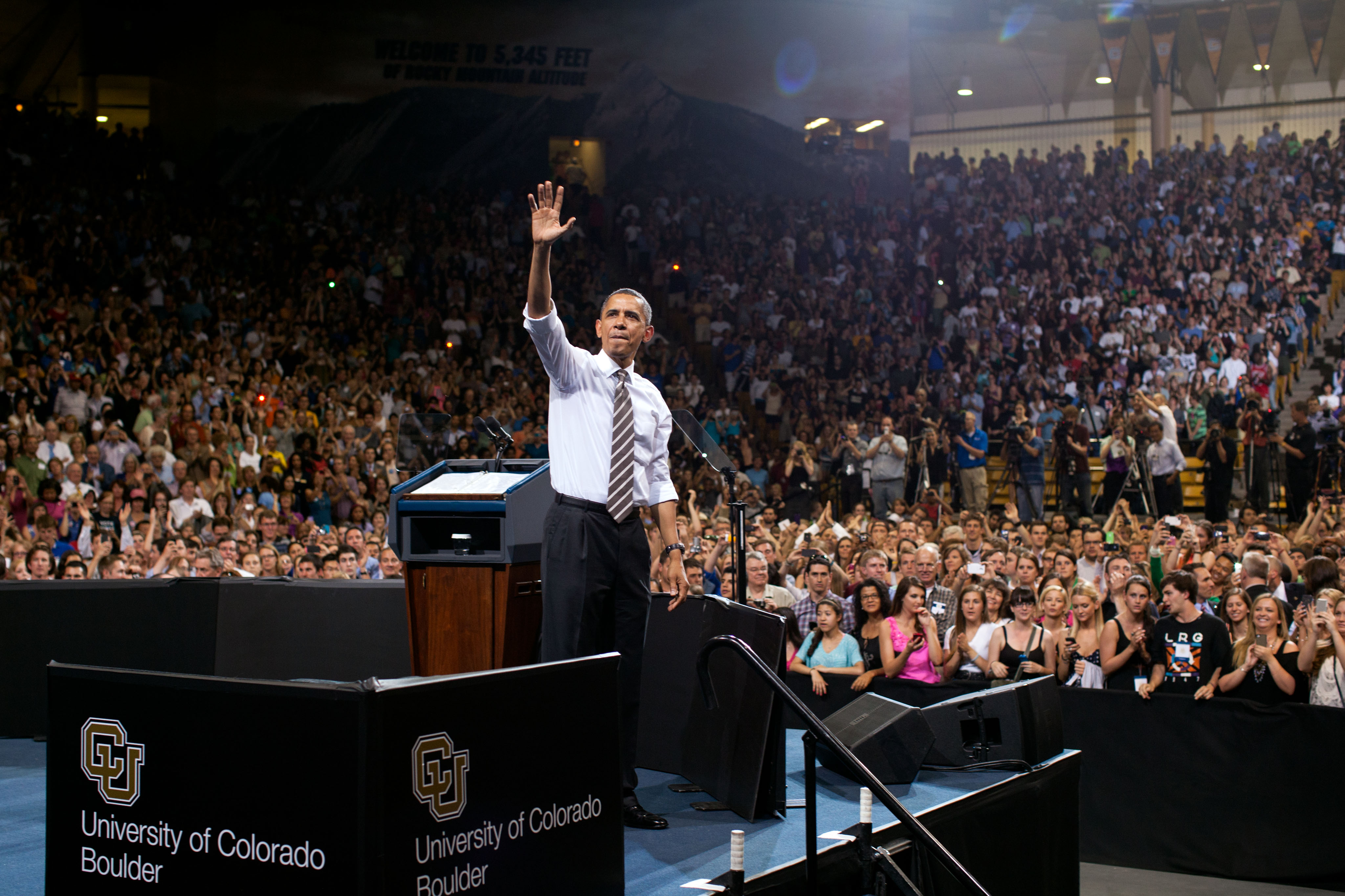
US-Präsident Barack Obama bei einer Rede im Coors Events Center am 24. April 2012